# Rudolf Kindle
Rudolf Kindle (* 16. Oktober 1923 in Triesen; † 8. September 2014 ebenda) war ein liechtensteinischer Politiker (VU) und Fussballfunktionär.

## Biografie
Kindle wurde 1923 als Sohn des Baupoliers Julius Kindle und dessen Frau Blandina (geborene Hoch) in Triesen geboren und hatte zwei Geschwister. Er besuchte die Primarschule in Triesen und danach von 1937 bis 1940 die Realschule in Vaduz. 1940 verunglückte sein Vater im Winter bei einem Heutransport tödlich. Da es zu dieser Zeit keine sozialen Absicherungen wie Witwenrente oder Waisenrente gab, bedeutete dies einen gravierenden Einschnitt in das Leben von Kindles Familie. 
Von 1942 bis 1945 arbeitete er in der Bahnwerkstatt in Feldkirch. Danach war er von 1945 bis 1950 bei der Hilti AG in Schaan als kaufmännischer Angestellter tätig und arbeitete anschliessend von 1950 bis 1985 bei der Elastin-Werk AG in Triesen. Dort war er zuletzt als Personalchef tätig. Als 1985 die Firmenschliessung erfolgte, setzte er sich massgeblich dafür ein, dass die Swarovski AG den Betrieb mit allen Mitarbeitern übernahm. Von 1985 bis 1989 war Kindle Mitglied der Geschäftsleitung der Swarovski AG. Des Weiteren fungierte er auch als Vizedirektor des Unternehmens.
Neben seiner beruflichen Karriere betätigte sich Kindle auch politisch in seiner Heimatgemeinde. So gehörte er von 1957 bis 1960 für die Vaterländische Union dem Gemeinderat von Triesen an. Von 1962 bis 1969 war er Vermittler und von 1969 bis 1987 bekleidete er das Amt des Gemeindevorstehers von Triesen. 
Von 1960 bis 1969 war er Richter am Kriminalgericht sowie von 1966 bis 1969 Präsident des Liechtensteiner Fussballverbandes. Aus diesen Ämtern schied er jedoch im Zuge seiner Wahl zum Gemeindevorsteher aus.
Innerhalb seiner Partei war er von 1990 bis 2005 war Kindle Präsident der Seniorenunion. 
Kindle war Bürger der Gemeinde Triesen. Er war seit 1947 mit Olga Büchel (1925–2008) verheiratet. Aus der Ehe gingen drei Kinder hervor. Ihm wurde das Ritterkreuz des Fürstlich Liechtensteinischen Verdienstordens verliehen und er war Ehrenmitglied der Vaterländischen Union, des Liechtensteiner Fussballverbandes und des FC Triesen. In letzterem war er als Fussballspieler aktiv gewesen und gehörte der Vorstand für 20 Jahre an. Des Weiteren war er Delegierter des Ostschweizerischen Fussballverbandes.